# Chélieu
Chélieu is een gemeente in het Franse departement Isère (regio Auvergne-Rhône-Alpes) en telt 630 inwoners (2005). De plaats maakt deel uit van het arrondissement La Tour-du-Pin.

## Geografie
De oppervlakte van Chélieu bedraagt 10,1 km², de bevolkingsdichtheid is 62,4 inwoners per km².
De onderstaande kaart toont de ligging van Chélieu met de belangrijkste infrastructuur en aangrenzende gemeenten.

## Demografie
Onderstaande figuur toont het verloop van het inwonertal (bron: INSEE-tellingen).